# LAPE

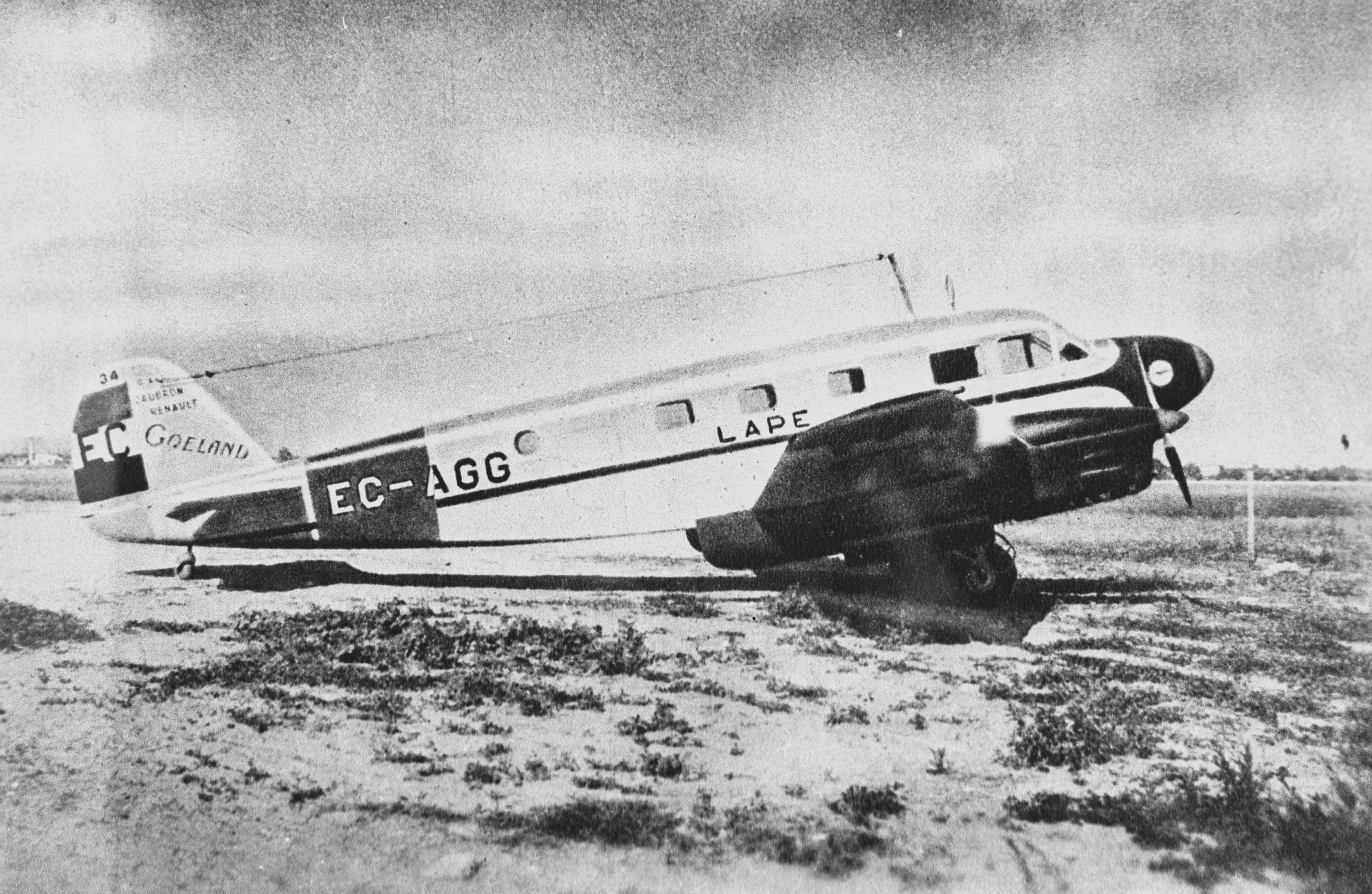
Un Caudron C.448, immatriculé EC-AGG, utilisé par la compagnie LAPE.

LAPE, pour « Líneas Aéreas Postales Españolas » (en français : « Lignes aériennes postales espagnoles »), était le nom de la compagnie aérienne nationale espagnole sous le régime de la Deuxième République espagnole. Elle remplaçait alors la compagnie CLASSA (en) (« Compañía de Líneas Aéreas Subvencionadas »), qui était la compagnie nationale sous le régime du dictateur Miguel Primo de Rivera.
Elle disparut en avril 1939, lorsque les forces armées de la Deuxième République furent vaincues, mettant fin à la guerre civile qui ravageait alors le pays. Sous le régime de Franco, les appareils survivants furent récupérés et reçurent une livrée aux couleurs de la nouvelle compagnie, Iberia, qui existe encore de nos jours (2025).

## Flotte
Les LAPE mettaient en œuvre une flotte d'avions hétéroclites, souvent de construction française. Ainsi, la République française offrit à la République espagnole l'unique prototype du Breguet 470 Fulgur, un avion de ligne bimoteur à aile basse d'allure très moderne, très similaire au Douglas DC-2 américain, dont la compagnie nationale Air France n'avait pas voulu. Il servit dans les LAPE comme avion de transport de passagers.

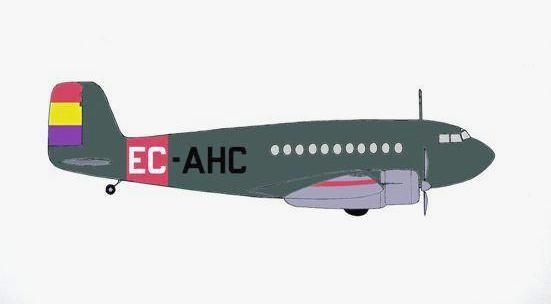
Breguet 470 Fulgur aux couleurs de l'aviation républicaine espagnole, en service dans les LAPE.